# Atsutaka Nakamura
Atsutaka Nakamura (中村 充孝 Nakamura Atsutaka?,  Sakai, Osaka, 13 de septiembre de 1990) es un futbolista japonés. Juega de centrocampista y su equipo es el Iwate Grulla Morioka de la J3 League de Japón.

## Trayectoria

### Clubes
| Club                 | País  | Año           |
| -------------------- | ----- | ------------- |
| Kyoto Sanga          | Japón | 2009-2012     |
| Kashima Antlers      | Japón | 2013-2019     |
| Montedio Yamagata    | Japón | 2020-2021     |
| Iwate Grulla Morioka | Japón | 2022-presente |

## Palmarés

### Títulos nacionales
| Título             | Club            | País  | Año  |
| ------------------ | --------------- | ----- | ---- |
| Copa J. League     | Kashima Antlers | Japón | 2015 |
| J1 League          | Kashima Antlers | Japón | 2016 |
| Copa del Emperador | Kashima Antlers | Japón | 2016 |
| Supercopa de Japón | Kashima Antlers | Japón | 2017 |

### Títulos internacionales
| Título                      | Club (*)        | Sede    | Año  |
| --------------------------- | --------------- | ------- | ---- |
| Copa Suruga Bank            | Kashima Antlers | Kashima | 2013 |
| Liga de Campeones de la AFC | Kashima Antlers | Teherán | 2018 |

(*) Incluyendo la selección.